# Kumbum Champa Ling
| Tibetische Bezeichnung                              |
| --------------------------------------------------- |
| Tibetische Schrift: སྐུ་འབུམ་བྱམས་པ་གླིང                  |
| Wylie-Transliteration: sku ’bum byams pa gling      |
| Aussprache in IPA: [kumpum tɕʰampaliŋ]              |
| Offizielle Transkription der VRCh: Gumbum Qambaling |
| THDL-Transkription: Kumbum Jampaling                |
| Andere Schreibweisen: Kumbum Dschamba Ling          |
| Chinesische Bezeichnung                             |
| Traditionell: 塔爾寺                                |
| Vereinfacht: 塔尔寺                                 |
| Pinyin:Tǎ’ěr Sì                                     |

Kumbum Champa Ling (tib.: sku 'bum byams pa gling; „Kloster der Hunderttausend Bilder des Buddha Maitreya“; auch: Gumbum- oder Ta'er-Kloster) im Kreis Huangzhong (湟中县) der Provinz Qinghai, China, ist ein tibetisch-buddhistisches Kloster aus der Zeit der Ming-Dynastie (1560). Es gilt als eines der sechs großen Klöster der Gelug-Schulrichtung des tibetischen Buddhismus.

## Geschichte

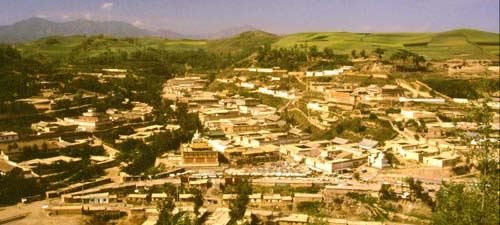
Panorama-Aufnahme des Kumbum-Klosters in Amdo

Die ersten Klosterbauten wurden 1578 eingeweiht. 1584 richtete Sönam Gyatsho, der 3. Dalai Lama, bei seinem ersten Besuch hier die erste Studienfakultät ein, aus der sich im Laufe der nächsten Jahrhunderte eine der bedeutendsten Klosteruniversitäten im tibetischen Hochland entwickelte.
Der Begründer des Gelug-Ordens Tsongkhapa (1357–1419), soll am Standort der ältesten Tempelhalle des Klosters geboren worden sein. An der Stelle, wo damals das bei der Geburt vergossene Blut versickert sei, habe danach ein wundersamer Baum ausgetrieben, dessen Blätter hunderttausend [= zahllose] Bildnisse Buddhas getragen hätten. Hiervon leitet sich der tibetische Name des Klosters ab.

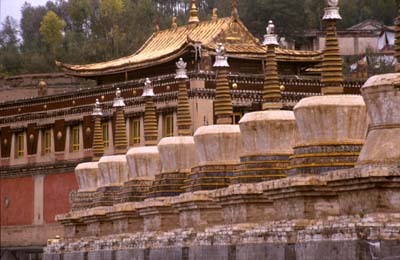
Chörten und Tantrische Halle im Kumbum-Kloster

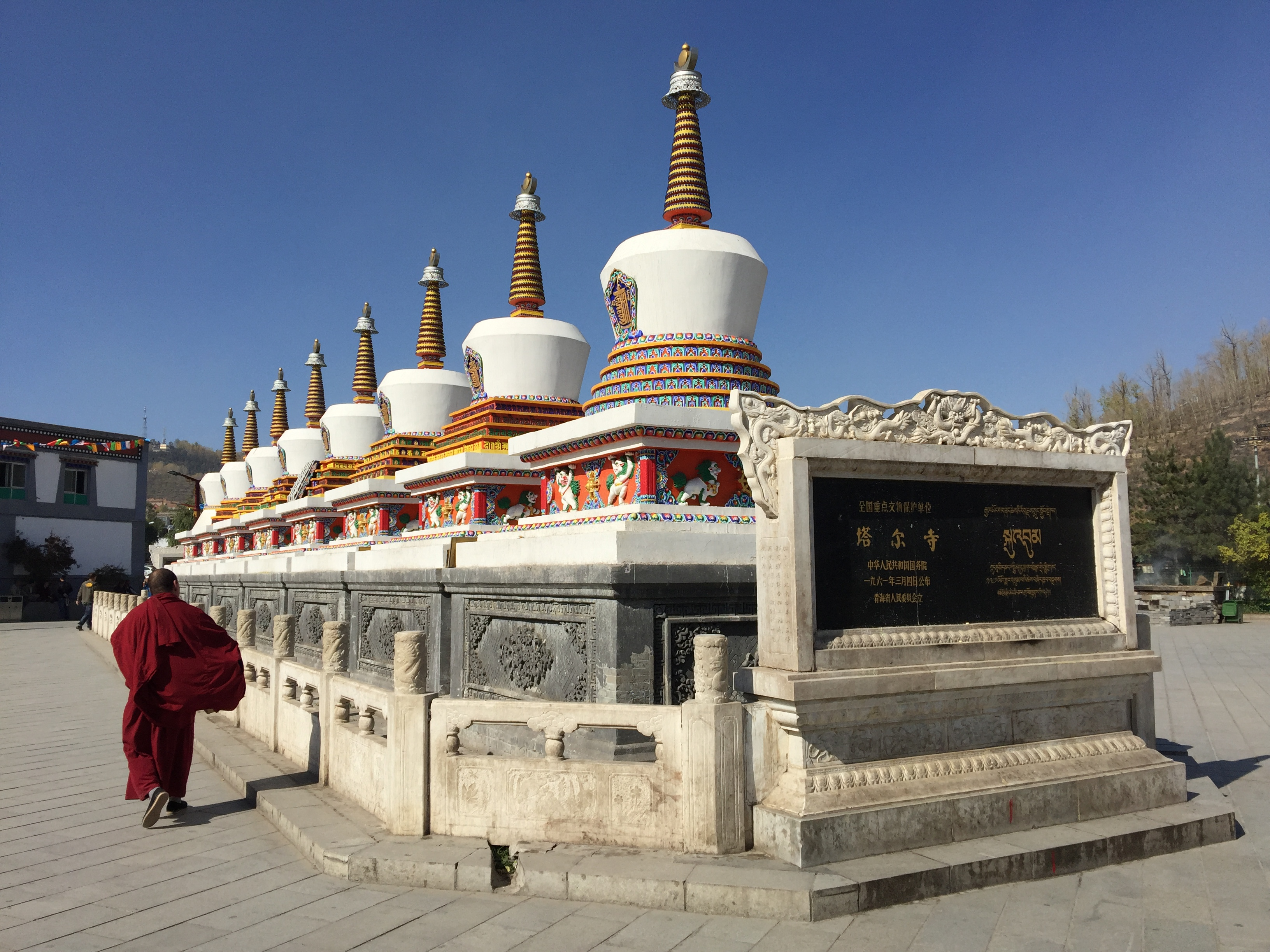
Acht Pagoden des Kumbum-Klosters

Die chinesische Bezeichnung dagegen – Ta'er Si bedeutet „Pagoden-Kloster“ – leitet sich von einem Chörten (chin. ta = Pagode, Stupa etc.) ab, den Tsongkhapas Mutter an der Stelle errichtet habe, an der 1379 bei der Geburt die Plazenta zu Boden gefallen sei. Beide Namen leiten sich also von der mit Tsongkhapas wundervoller Geburt verbundenen Gründungslegende ab.
Der ältere Bruder des XIV. Dalai Lama, Thubten Jigme Norbu, stand als ebenfalls anerkannte Reinkarnation dem Kloster vor, zu der Zeit als sein Bruder „entdeckt“ wurde. Er lebte seit 1951 in den USA, wo er für die CIA als Übersetzer tätig war und die Guerillakämpfer in Kham im Rahmen des CIA Tibetan program förderte.
Kumbum Jampa Ling steht seit 1961 als Ta'er Si auf der Liste der Denkmäler der Volksrepublik China (1-111), außerdem steht die Butterschnitzerei des Kumbum-Klosters auf der Liste des immateriellen Kulturerbes der Volksrepublik China. Es ist als das am verkehrsgünstigsten gelegene lamaistische Großkloster die seit den 1980er Jahren (von in- und ausländischen Touristen) am meisten besuchte tibetische religiöse Kultstätte. Das Kloster liegt ca. 40 Kilometer südwestlich von Xining und kann leicht mit einem Bus erreicht werden.